# ريتشارد كورت
ريتشارد كورت (23 أكتوبر 1916 في الهند - 10 أبريل 1974 في المملكة المتحدة) (بالإنجليزية: Richard Court)‏ هو لاعب كريكت بريطاني وبريطاني (وحمل سابقاً جنسية المملكة المتحدة لبريطانيا العظمى وأيرلندا). لعب مع نادي مقاطعة هامبشاير للكريكت ‏.

## وصلات خارجية
- ريتشارد كورت على موقع إي آس بي آن كريك إنفو (الإنجليزية)